# Bernardo Bellini
Bernardo Bellini (* 24. Februar 1792 in Griante; † 17. Februar 1876 in Turin) war ein italienischer Buchdrucker, Dichter, Übersetzer, Latinist, Gräzist, Italianist und Lexikograf.

## Leben und Werk
Bellini studierte in Pavia und schloss in Rechtswissenschaft ab. Er publizierte als erstes Übersetzungen aus dem Altgriechischen, sowie eigene Lyrik, Epik und Dramatik, teilweise im Auftrag von Caroline von Braunschweig-Wolfenbüttel. Graf Carlo Tedaldi Fores (1793–1829) verschaffte ihm 1818 eine Gymnasialprofessur in Cremona, wo er eine Druckerei für Stereotypiedruck betrieb und zuerst Klassiker druckte, später eine eigene Weltgeschichte (Pantografia istorica), die er nach 74 Faszikeln (1831–1837) und 9000 Seiten abbrechen musste. 1838 ging er nach Mailand, 1842 nach Turin, 1848 über Novara mit Familie ins Exil nach Paris. 1852 besetzte er eine Gymnasialprofessur für Rhetorik in Cagliari.
Als 1857 der Turiner Verleger Luigi Pomba (1821–1872) für die Herausgabe eines großen Wörterbuchs des Italienischen Niccolò Tommaseo (1802–1874) gewann und dieser einen Mitarbeiter verlangte, beauftragte er Bellini, der bis zu seinem Tod 1876 an dem Riesenprojekt arbeitete und zum gleichberechtigten Namensgeber des als „Tommaseo-Bellini“ berühmt gewordenen Werkes wurde.

## Werke
- Poesie liriche di Bernardo Bellini. Bolzani, Pavia 1816.

### Wörterbücher
- (mit anderen) Vocabolario universale della lingua italiana. Edizione eseguita su quella del Tramater di Napoli, con aggiunte e correzioni. 8 Bde. Mantua 1845–1856.
- (mit Antonio Bazzarini, 1782–1850) Vocabolario universale latino-italiano italiano-latino. 2 Bde. Pomba, Turin 1850–1854.
- (mit Niccolò Tommaseo) Dizionario della lingua italiana. 8 Bde. Turin 1861ff.